# Thymoites ulleungensis
Thymoites ulleungensis är en spindelart som först beskrevs av Paik 1991.  Thymoites ulleungensis ingår i släktet Thymoites och familjen klotspindlar. Inga underarter finns listade i Catalogue of Life.